# Jean-Pierre Moeckli
Jean-Pierre Moeckli, né le 10 mai 1934 à Zurich, et mort le 20 juin 2023 à Échandens est un violoniste, arrangeur, chef d'orchestre, chef de chœur et enseignant vaudois.

## Biographie
Jean-Pierre Moeckli grandit à Bienne. En 1950, il étudie le violon au Conservatoire de Bienne où il obtient un diplôme d’enseignement de violon en 1953. Il poursuit ses études à Bâle et réussit, en 1963, un diplôme de virtuosité. Parallèlement, il suit des cours de direction au Conservatoire de Bienne dans la classe de M. W. Jenni.
Jean-Pierre Moeckli mène une double activité de violoniste et de chef de chœur et d’orchestre. Ainsi il est premier violon au Basler Kammerorchester sous la direction de Paul Sacher, violon solo de l’Ensemble instrumental romand, de l’Orchestre de chambre Armin Jordan et de l’Orchestre de chambre Sandor Végh. Il se produit comme soliste avec de nombreuses formations, dont notamment l’Orchestre du Conservatoire de Bienne, l’Orchestre de chambre de Bienne, l’Orchestre de la ville de Bienne et l’Orchestre de la ville de Fribourg. À côté de cette activité de violoniste, il dirige le Chœur des jeunesses musicales de Bienne, l’Orchestre et Union chorale de Saint-Imier, le Chœur de chambre de Bienne, le Chœur des jeunes du Jura, l’Ensemble vocal Juliette Bise, le Chœur Bach de Lausanne et l’Orchestre de chambre de Berne. Il enseigne le violon et le chant à l’École normale et l’École secondaire de Bienne. En 1954, il remporte le premier prix du Concours jurassien d’exécution musicale à Delémont et en 1963, il reçoit le prix d’encouragement de la ville de Bienne. En 1964, il voyage à Budapest pour y étudier l’enseignement musical dans les écoles. Il y rencontre le compositeur et pédagogue hongrois Zoltan Kodaly et a l’occasion de discuter du problème de la traduction française des œuvres hongroises. En 1962, il fonde le quatuor à cordes Moeckli avec lequel il joue à Bienne, Neuchâtel, Berne et Vienne jusqu'en 1995. Enfin, il entre comme violoniste à l’Orchestre de chambre de Lausanne (OCL) en 1976.
Le fonds Jean-Pierre Moeckli est disponible aux Archives musicales de la Bibliothèque cantonale universitaire - Lausanne.

## Sources
- « Jean-Pierre Moeckli », sur la base de données des personnalités vaudoises sur la plateforme « Patrinum » de la Bibliothèque cantonale et universitaire de Lausanne.
- "Les prix artistiques de la ville de Bienne", Tribune de Lausanne, 22 décembre 1963.
- Avis de décès, Journal 24 Heures, 23 juin 2023.